# Rabasa Haerain
Rabasa Haerain is een bestuurslaag in het regentschap Belu van de provincie Oost-Nusa Tenggara, Indonesië. Rabasa Haerain telt 1004 inwoners (volkstelling 2010).